# Đảng Dân chủ (Lào)
Đảng Dân chủ (tiếng Lào: ພັກປະຊາທິປະໄຕ, đã Latinh hoá: Phak Pasathipatai) là cựu đảng phái chính trị ở Lào trước năm 1975.

## Lịch sử
Đảng được Kou Voravong thành lập vào năm 1948, do gia tộc Voravong nắm quyền kiểm soát, gia tộc này cũng trả tiền cho tờ báo Sieng Lao (Tiếng nói Lào) của đảng được xuất bản. Đảng này đã giành được bốn trong số 39 ghế trong cuộc bầu cử năm 1951.
Sau vụ ám sát Kou Voravong vào năm 1954, đảng bị giảm xuống còn ba ghế trong cuộc bầu cử năm 1955. Tuy nhiên, theo hiến pháp, nội các bắt buộc phải nhận được sự ủng hộ của 2/3 số nghị sĩ, và do đó đảng này nắm giữ một lượng quyền lực đáng kể đối với Đảng Quốc gia Cấp tiến vốn là đảng đã giành được 22 ghế. Đảng này không giành được ghế nào trong cuộc bầu cử bổ sung năm 1958.